# Hanfertal
Hanfertal ist ein Stadtteil von Sigmaringen. Wenige hundert Meter nördlich der Siedlung hat die Hohenzollerische Landesbahn im Tal der Lauchert einen Bahnhof gleichen Namens an der Bahnstrecke Engstingen–Sigmaringen.

## Geschichte
1953 wurde eine Wohnsiedlung für Heimatvertriebene im Hanfertal gebaut. Der Ortsteil ist überwiegend in den 1960er Jahren errichtet worden. Er ist geprägt von vielen Ein- und Zweifamilienhäusern. Im Stadtteil leben rund 5000 bis 6000 Einwohner.

## Kultur und Sehenswürdigkeiten

### Bauwerke
- Im Zentrum der Siedlung steht die zwischen 1961 und 1963 erbaute St.-Fidelis-Kirche.